# Britische Volleyballnationalmannschaft der Frauen
Die britische Volleyballnationalmannschaft der Frauen ist eine Auswahl der besten britischen Spielerinnen, die den Verband British Volleyball Federation bei internationalen Turnieren und Länderspielen repräsentiert.

## Geschichte
Nur der englische Verband (Volleyball England) belegte bei der Volleyball-Europameisterschaft 1971 den 18. Platz. Ansonsten nahm bis 2006 keine britische Mannschaft an einem der internationalen Wettbewerbe teil.
Die FIVB genehmigte bei einer Sitzung des Board of Administration im Mai 2006 die Gründung einer gemeinsamen britischen Nationalmannschaft. Die CEV erkannte die Regelung an. Das „Team Great Britain“ vereint Spielerinnen aus England, Nordirland, Schottland und Wales. Dieses Projekt gehört zu einer Reihe von Initiativen, mit denen sich die Briten auf die Olympischen Spiele 2012 in London vorbereiten.